# Jacques Boussard (peintre)
Pour les articles homonymes, voir Boussard et Jacques Boussard.
Jacques Boussard est un artiste peintre figuratif français de la seconde École de Paris. Né à Oucques (Loir-et-Cher) le 3 février 1915, il vit entre Paris et Lardy (Essonne), et meurt à Paris 14e le 10 novembre 1989.

## Biographie
Jacques Boussard naît à Oucques (Loir-et-Cher) le 3 février 1915. Vivant à Paris depuis 1941 et à Lardy (Essonne), il meurt dans la première le 10 novembre 1989 et est inhumé dans la seconde.
Son marchand de tableaux est Max Kaganovitch, auquel il reste fidèle et attaché toute sa vie durant,.

## Expositions individuelles
- 1934 : Paris, Galerie Eugène Blot – Exposition de peintures
- 1935 : Paris, Galerie Max Kaganovitch – Jacques Boussard – Peintures
- 1936 : Paris, Galerie Max Kaganovitch – Jacques Boussard – Peintures, dessins
- 1943 : Paris, Galerie Jacques Blot – Jacques Boussard
- 1968 : Paris, Galerie Max Kaganovitch – Jacques Boussard, Choix de peintures 1950-1967[2]
- 1974 : Paris, Galerie Hélios – Exposition des œuvres récentes de Jacques Boussard

- 2004 : Lardy (Essonne), Mairie – Hommage à Jacques Boussard
- 2005 : Étampes (Essonne), Hôtel Anne de Pisseleu – Rétrospective Jacques Boussard[4]
- 2006 : Paris, Mairie du 6e arrondissement – Hommage à Jacques Boussard
- 2007 : Dourdan (Essonne), Centre culturel René Cassin – Hommage à Jacques Boussard
- 2008 : Aigueperse (Puy-de-Dôme), Les Halles – Les Années parenthèses – Jacques Boussard peint Aigueperse et sa région[5]
- 2009 : Lardy (Essonne), Mairie – Paysages de France
- 2009 : Paris, Galerie du Montparnasse – Le peintre et ses modèles
- 2011 : Paris, Espace Kameleon – Boussard : aquarelles, encres et fusains[6]
- 2012 : Paris, Salon d’Automne – Hommage à Jacques Boussard[7]
- 2013 : Paris, Mairie du 1er arrondissement – Intérieurs-Extérieurs
- 2015 : Lardy, Pôle culturel, salle d’expositions – L’art à table
- 2015 : Paris, Orangerie du Sénat – Jacques Boussard – centenaire[8],[9],[10],[11]
- 2016 : Étampes, Musée intercommunal d'Étampes – Jacques Boussard – La poésie du quotidien[12],[13]
- 2019 : Paris, Mairie du 6e arrondissement – Matière dans la lumière[14]
- 2020 : Jullouville, Cachette Galerie, Hôtel des Pins – Parfums du littoral[15]

## Expositions collectives
Sociétaire du Salon d’Automne (de 1944 à 1987) et du Salon des Indépendants, Boussard y a exposé régulièrement. Invité, il a exposé aux Salon des Tuileries, Salon du dessin et de la peinture à l'eau (de 1982 à 1986), aux Peintres Témoins de leur Temps, au Salon de Honfleur (de 1950 à 1987) et au Salon de Montrouge (1969 à 1972).
Boussard a en outre participé à de très nombreuses expositions de groupes, parmi lesquelles :
- 1934 : Paris, Galerie Eugène Blot – Exposition de peintures
- 1938 : Paris, Salon des Tuileries
- 1939 : Paris, Galerie Durand-Ruel – Boussard, Laprade, Bouché
- 1939 : Paris, Galerie Max Kaganovitch – Quelques peintres contemporains
- 1940 : Paris, Galerie Max Kaganovitch – Trente peintres mobilisés
- 1941 : Lyon, Stylclair – Quelques peintres XIXe et XXe siècles
- 1951 : Paris, Galerie d’Art du Printemps – Maîtres contemporains
- 1951 : Paris, Galerie Max Kaganovitch – Six de la 2e génération
- 1951 : Bâle, Kunsthalle Basel – Peintres parisiens de la 2e génération
- 1952 : Paris, Galerie Max Kaganovitch – Prix Bührle
- 1952 : Mulhouse, Musée des Beaux-Arts – Aspects du réalisme
- 1953 : Menton, IIe Biennale de Menton
- 1953 : Turin, Palazzo Belle Arti – Peintres d’aujourd’hui, France-Italie
- 1954 : Paris, Galerie Max Kaganovitch – Jacques Boussard et Bill Parker
- 1954 : Paris, Galerie Charpentier – École de Paris
- 1954 : Bourges, Musée de Bourges, Hôtel Cujas – Peinture-Sculpture-Céramique
- 1955 : Offenbach-sur-le-Main, Werkkunstschule – Jeune peinture en France
- 1956 : Paris, Galerie Max Kaganovitch – Boussard, Païles, Parker
- 1956 : Paris, Galerie Charpentier – École de Paris
- 1956 : Londres, Marlborough Gallery (en) – Boussard, Païles, Parker[16]
- 1957 : Paris, Galerie Charpentier – École de Paris
- 1958 : Bruges – Biennale de la Jeune peinture contemporaine
- 1958 : Belgrade et Zagreb – Savremeno Francusko Slikarstvo
- 1959 : Paris, Centre culturel France-Amériques – 20 peintres américains, 20 peintres français
- 1972 : Paris, Salon du 14e arrondissement
- 1976 : Paris, Galerie Hélios – Exposition des œuvres récentes de ses peintres
- 1978 : Paris, Salon du 14e arrondissement
- 1979 : Paris, Paul Ackerman, Bill Parker, Anita de Caro, Jacques Boussard, Michel Cadoret et Isaac Païles ; catalogue préfacé par Gaston Palewski – Hommage à Max Kaganovitch
- 2008 : Paris, Centre Culturel Christiane Peugeot – Artistes oubliés, Artistes méconnus…
- 2010 : Honfleur, Galerie Danielle Bourdette-Gorzkowski – Six de la 2e génération
- 2010 : Rambouillet, Palais du Roi de Rome – Éclosion à l’Académie Ranson, Montparnasse années 30
- 2011 : Honfleur, Galerie Danielle Bourdette-Gorzkowski – Sabouraud et ses amis peintres
- 2021 : Otegem (Belgique), musée Dhondt-Dhaenens, Jacques Boussard, Jean Brusselmans, Bertrand Fournier – Les saisons : l'errance du regard[17],[18]

## Collections

### Collections publiques
Des achats des œuvres de Jacques Boussard par l’État français ont eu lieu en 1937, 1940, 1947, 1952 et 1959. Le Musée d'Art moderne de la ville de Paris s'est notamment porté acquéreur de ses œuvres.

### Collections privées
Des collections privées sont recensées à ce jour en France, aux États-Unis, en Suisse et au Japon.

### Articles connexes

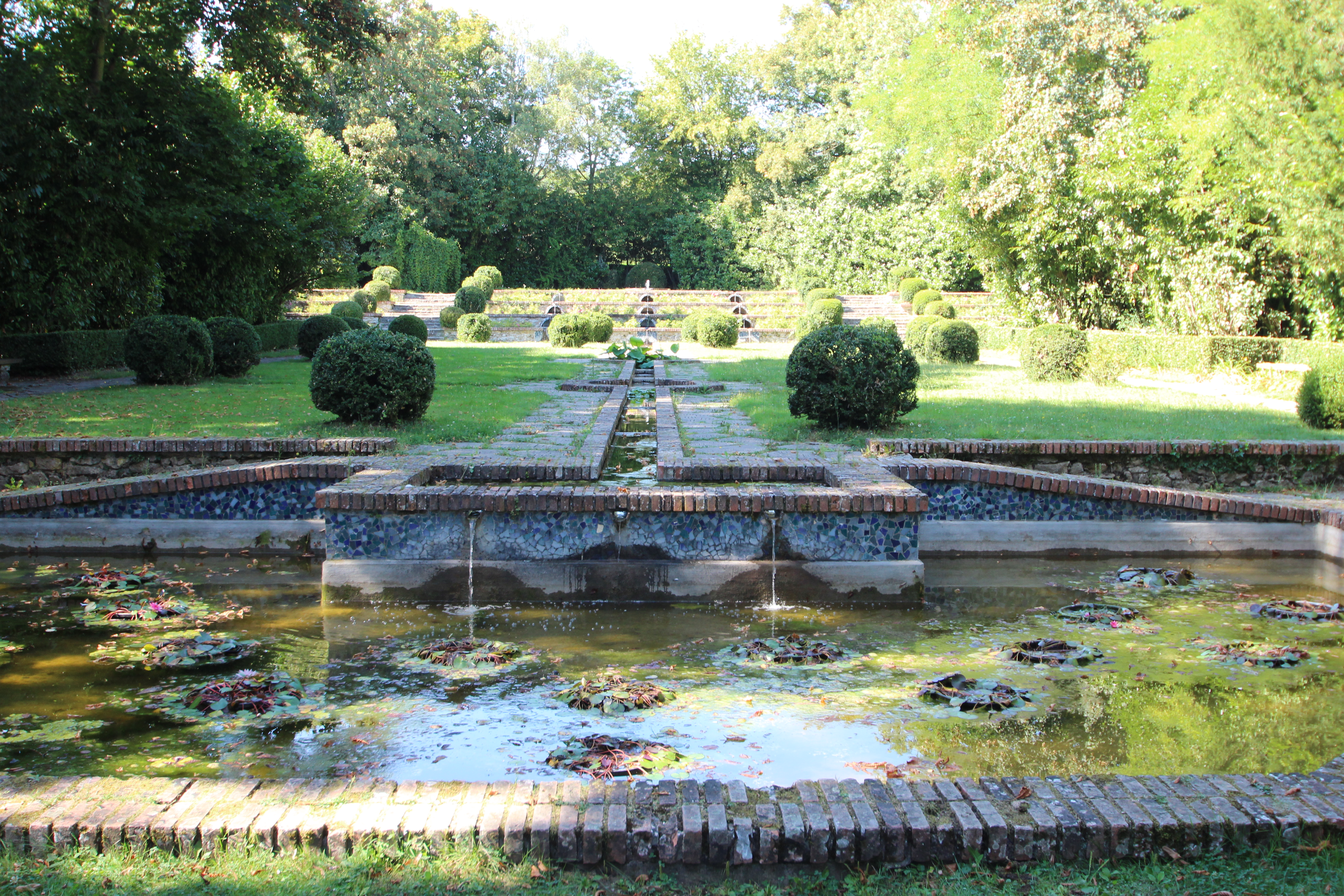
Parc Boussard, Lardy (Essonne).